# Velešov

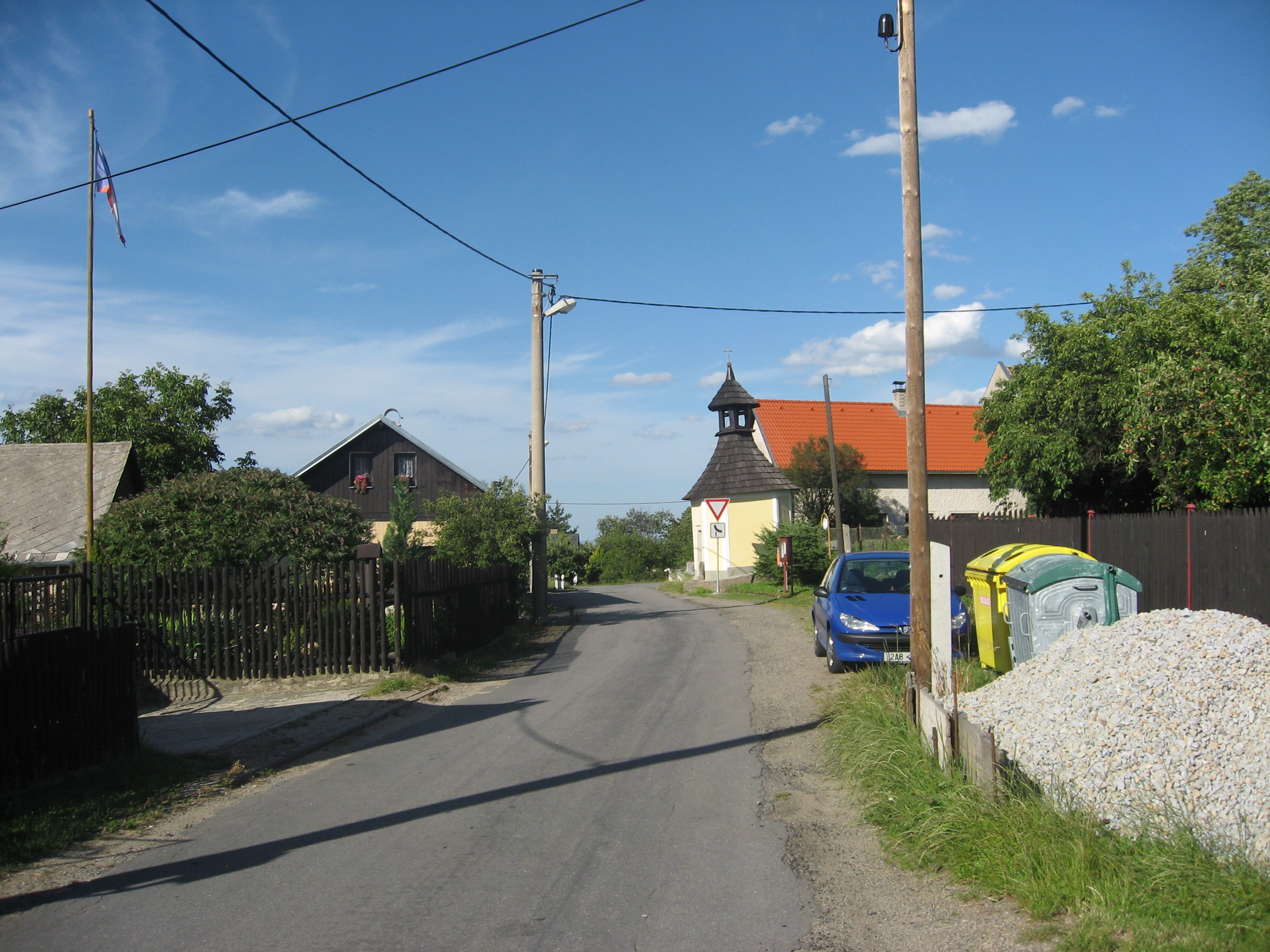
Ortsansicht

Velešov (deutsch Welschau) ist ein Ortsteil von  Větrný Jeníkov in Tschechien. Er liegt neun Kilometer südöstlich des Stadtzentrums von Humpolec und gehört zum Okres Jihlava.

## Geographie
Velešov befindet sich auf dem Sattel zwischen den Hügeln Pavlovka (670 m) und Kalhovský vrch (693 m) in der Böhmisch-Mährischen Höhe. Südlich entspringt der Bach Úsobský potok und im Nordwesten der Nohavický potok. Nordöstlich liegt der Teich Zbinožský rybník. Im Süden erhebt sich der Strážník (713 m). Durch Velešov führt die europäische Hauptwasserscheide zwischen Elbe und Donau. Zweieinhalb Kilometer nordöstlich verläuft die Trasse der Autobahn D 1.
Nachbarorte sind Temník, Pavlov u Herálce und Slavníč im Norden, Skorkov im Nordosten, Velešovský Dvůr und Zbinohy im Osten, Větrný Jeníkov im Südosten, Obora, Bethán, Šimanov im Süden, Branišov und Kalhov im Südwesten, Vlčina und Hejště im Westen sowie Krasoňov und Mikulášov im Nordwesten.

## Geschichte
Velšov wurde im Jahre 1300 durch das Kloster Seelau gegründet. Als 1361 die Herrschaft Herálec von den Seelauer Klostergütern abgetrennt wurde, war Velšov ein großes und bedeutsames Dorf der neuen Herrschaft. Während der Hussitenkriege zogen im Dezember 1421 die Truppen Kaiser Sigismunds von Iglau nach Kuttenberg durch Velšov und vernichteten das Dorf, das danach nie wieder aufgebaut wurde.
Nach 1730 gründete der Besitzer der Herrschaft Jenikau, Johann Baptist Ritter von Minetti, am Pass unter der Pavlovka eine Ansiedlung von Köhlern und Glasmachern, die den Namen des wüsten Dorfes erhielt. Im Jahre 1783 bestand Velšov aus acht Anwesen. Östlich der Ansiedlung ließ die Herrschaft im 19. Jahrhundert den Hof Velešovský Dvůr anlegen, der der Bewirtschaftung des Jenikauer Großgrundbesitzes diente.
Nach der Aufhebung der Patrimonialherrschaften bildete Velšov ab 1850 einen Ortsteil der Marktgemeinde Větrný Jeníkov im Bezirk Deutschbrod. Zu Beginn des 20. Jahrhunderts setzte sich der Ortsname Velešov durch und das Dorf wurde dem Bezirk Humpolec zugeordnet. Seit 1961 gehört Velešov zum Okres Jihlava. 1991 hatte der Ort 17 Einwohner. Im Jahre 2001 bestand das Dorf aus 12 Wohnhäusern, in denen 15 Menschen lebten.

## Ortsgliederung
Zu Velešov gehört die Einschicht Velešovský Dvůr.

## Sehenswürdigkeiten
- Kapelle an der Dorfstraße
- Sühnestein